# Синьга (приток Ваи)

Синьга — река в России, протекает в Тонкинском районе Нижегородской области. Устье реки находится в 63 км по левому берегу реки Вая. Длина реки составляет 14 км.
Исток реки находится у деревни Коржавино на границе с Кировской областью в 22 км к северо-востоку от посёлка Тонкино. Река течёт на северо-запад, протекает деревню Новое Лаптево, после чего уходит в ненаселённый лесной массив. Впадает в Ваю к северу от села Егоровское.

## Данные водного реестра
По данным государственного водного реестра России относится к Верхневолжскому бассейновому округу, водохозяйственный участок реки — Ветлуга от города Ветлуга и до устья, речной подбассейн реки — Волга от впадения Оки до Куйбышевского водохранилища (без бассейна Суры). Речной бассейн реки — (Верхняя) Волга до Куйбышевского водохранилища (без бассейна Оки).
По данным геоинформационной системы водохозяйственного районирования территории РФ, подготовленной Федеральным агентством водных ресурсов:
- Код водного объекта в государственном водном реестре — 08010400212110000043199
- Код по гидрологической изученности (ГИ) — 110004319
- Код бассейна — 08.01.04.002
- Номер тома по ГИ — 10
- Выпуск по ГИ — 0